# Chrysops fuscomarginalis
Chrysops fuscomarginalis är en tvåvingeart som beskrevs av Burger och Chainey 2000. Chrysops fuscomarginalis ingår i släktet Chrysops och familjen bromsar. Inga underarter finns listade i Catalogue of Life.